# Душко Малешевски
Душко Малешевски е български революционер, деец на Вътрешната македоно-одринска революционна организация.

## Биография
Роден е в Малешево. Става учител, но непосредствено след Винишката афера в 1897 година става нелегален и действа в Кумановско. В четата му влизат Васил Георгиев и Димче Попарсов, също бивши учители.